# Clérey-la-Côte
Clérey-la-Côte ist eine französische Gemeinde im Département Vosges in der Region Grand Est (bis 2015 Lothringen). Sie gehört zum Arrondissement Neufchâteau und zum Kanton Neufchâteau. Die Gemeinde hat 27 Einwohner (1. Januar 2022), die Clercycurtiens genannt werden.

## Geographie
Clérey-la-Côte befindet sich im Nordwesten des Départements Vosges an der Grenze zu den Départements Meuse und Meurthe-et-Moselle. Das Dorf ist 55 Kilometer von Nancy entfernt und liegt auf halbem Weg zwischen Toul und Neufchâteau.
Das Gemeindegebiet liegt auf einem Südhang über dem Ruisseau de l’Orge, einem kleinen Nebenfluss der Maas, das bis auf 427 Meter ansteigt. Dort liegen zahlreiche Quellen, darunter die Quelle Saint-Mathieu. Die Fauna und Flora ist zum Teil typisch für Mittelmeerklima.

## Geschichte
Die Besiedelung reicht bis in die prähistorische Zeit zurück, wie Werkzeugfunde zeigen. Das Dorf besteht unter dem Namen Clareium ad Rupem seit römischer Zeit und lag in der Nähe der Straße von Lyon nach Trier.
Trotz seiner geringen Bevölkerungszahl hatte dieses früher Clairey-la-Côte genannte Dorf zwei Schlösser, deren Überreste noch in der Rue du Bois und über der Kirche sichtbar sind. Zwei Herren herrschten noch am Vorabend der Revolution, M. de Cholet de Saint-Martin und Baron de Saint-Amand.
Eine Choleraepidemie forderte zahlreiche Opfer, die im Wald in einem ummauerten Loch noch heute sichtbar gestapelt sind.
Die Produktion eines geschätzten Weins (clairet) war der Hauptwirtschaftszweig des Dorfes, dessen Südhänge dafür besonders geeignet sind. 1889 produzierte man 500 hl aus 25 Hektar Reben. Eine Straße trägt sogar den Namen eines Winzers (Tysopin). Allerdings wurde zu Beginn des 20. Jahrhunderts der Weinanbau als Folge der Krise wegen der Reblaus (Phylloxera) und der Billigweinproduktion aus dem Süden aufgegeben. Einlagerungen in Hauskellern zeugen von dieser Weinvergangenheit.
Die deutsche Wehrmacht kam am 19. und 20. Juni 1940 von der Maas her durch die Straße von Sauvigny in das Dorf.
Heute existiert mit Georges Fresnais noch eine Branntweinbrennerei. Der Sturm von 1999 verursachte in den Wäldern schweren Windbruch. Bürgermeister Jean-Louis Schmit ließ aus Schweden Holzfäller kommen und erhielt den landwirtschaftlichen Verdienstorden. Er starb im Mai 2003.
Einige Daten
- 1763: Bau der Kirche des Heiligen Mathäus
- 1869: Die Einwohner zahlen Beiträge, um einen Glockenturm zu bauen und kaufen die Glocken
- 1821: Bau des Waschplatzes
- 1851: Bau des Rathauses und der Schule

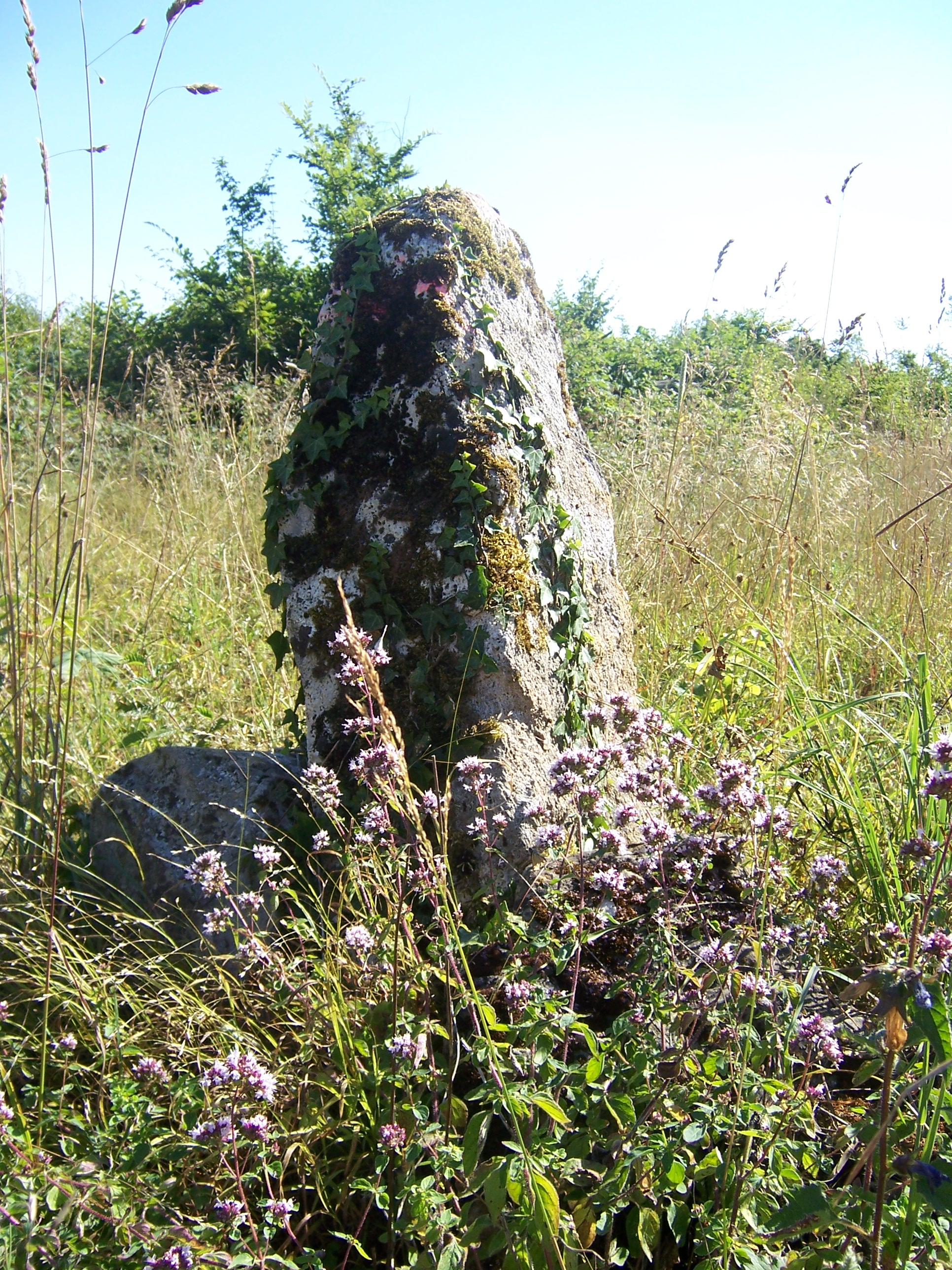
Grenzstein zwischen drei Départements
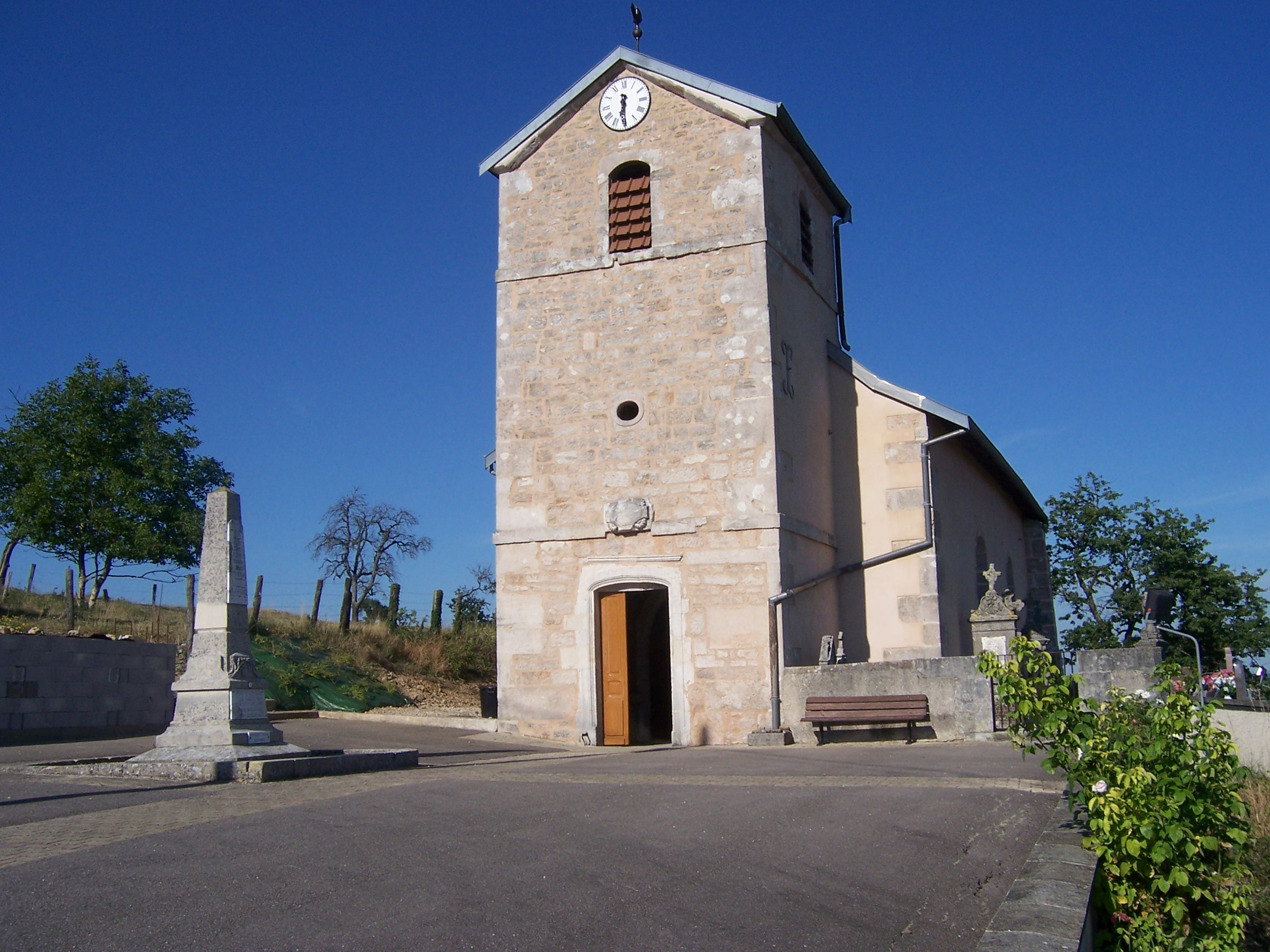
Kirche Saint-Mathieu
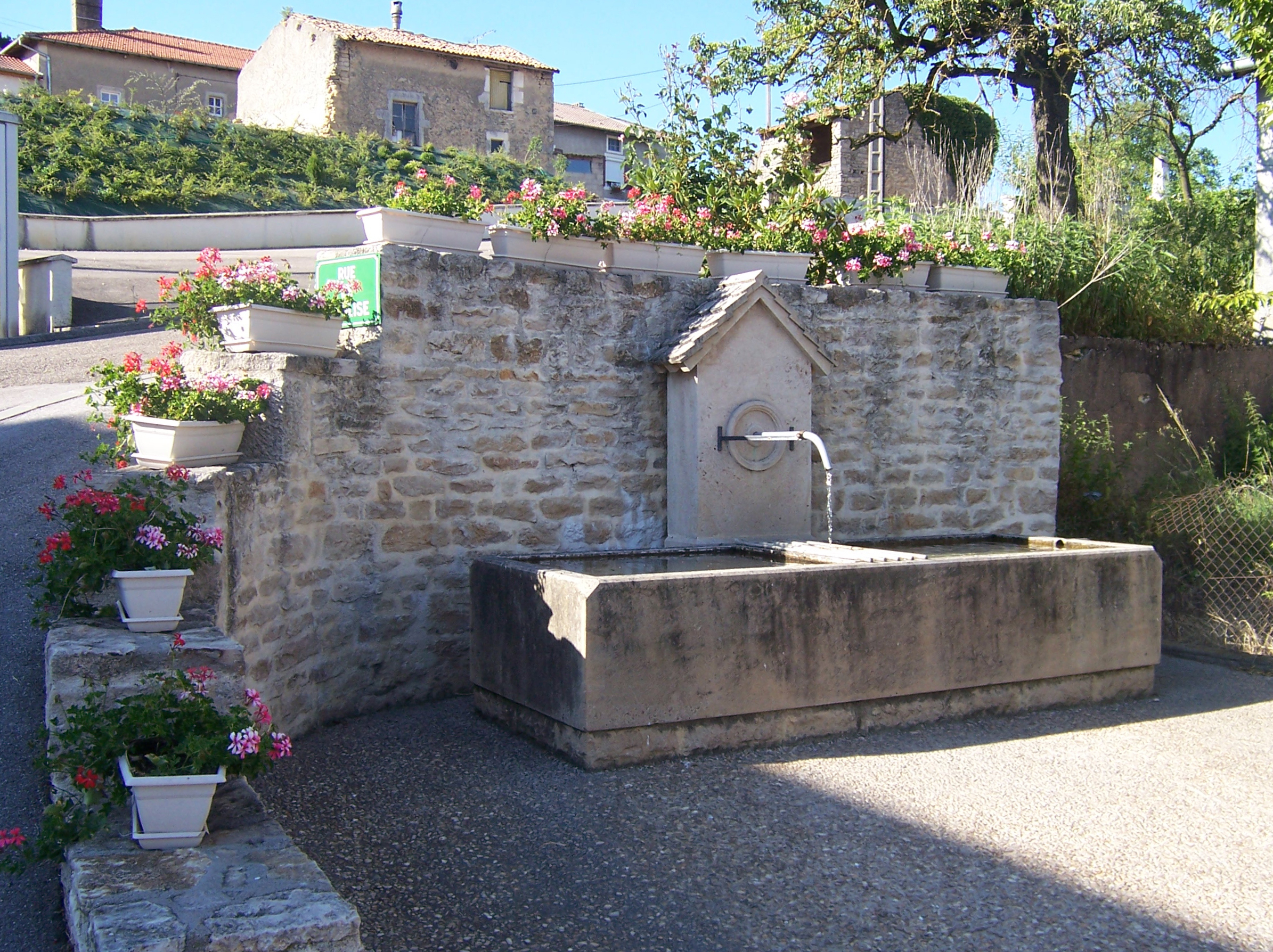
Brunnen
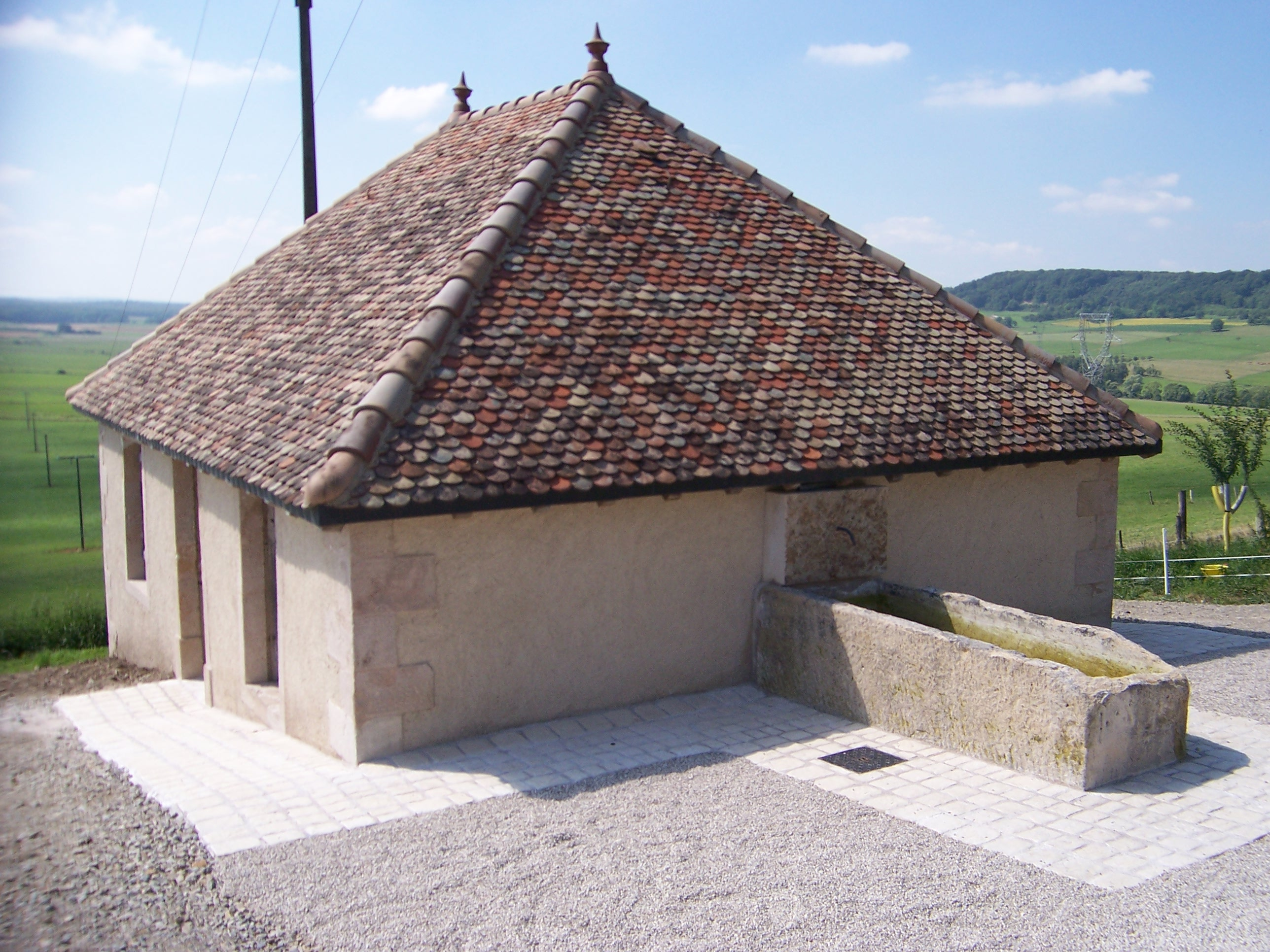
Lavoir

### Bevölkerungsentwicklung
| Jahr      | 1962 | 1968 | 1975 | 1982 | 1990 | 1999 | 2007 | 2019 |
| Einwohner | 71   | 72   | 68   | 66   | 56   | 45   | 38   | 34   |

## Moncourt

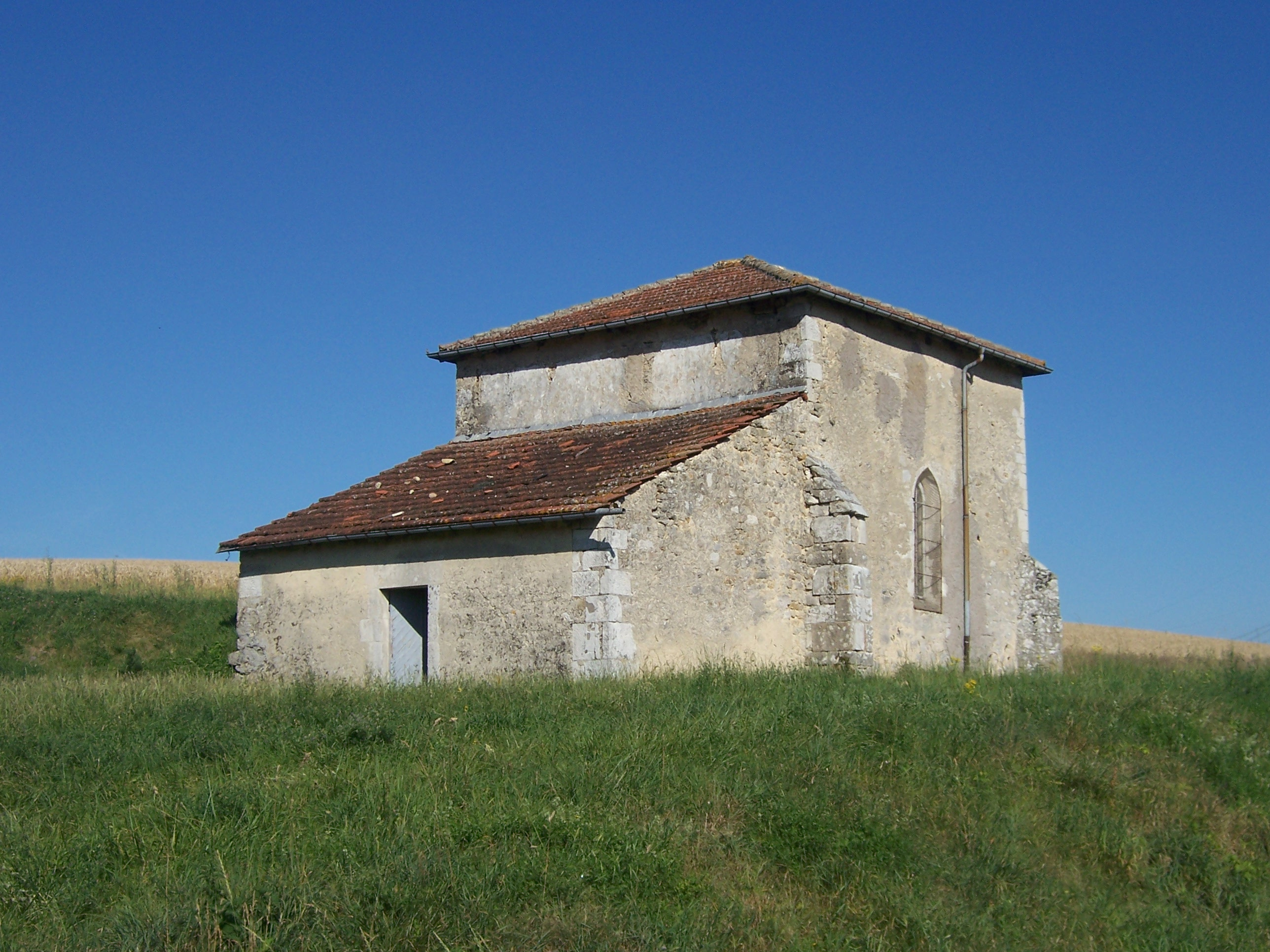
Die Kapelle von Moncourt

In der Nähe des Dorfes bestand die alte Ortschaft Moncourt, die im Dreißigjährigen Krieg völlig zerstört wurde und von der heute nur noch die Kapelle aus dem 13. Jahrhundert existiert. Sie wurde von den Einwohnern von Clérey-la-Côte als nationales Gut gekauft. Dieser Kultort war der Wohnsitz zahlreicher Eremiten. Die dem Heiligen Gibrien gewidmete Kapelle war ein Wallfahrtszentrum für Menschen, die einen Angehörigen verloren hatten.
Die dortige Quelle besaß angeblich heilende Wirkung gegen Darmkrankheiten. Als Zeichen der Heilung galt der horizontale Fall eines zuvor gehaltenen Kleidungsstückes über dem Brunnen.
Zahlreiche merowingische Gräber sollen hier existieren, doch bis heute wurden keine Ausgrabungen durchgeführt.